# Vergangenheit
Die Vergangenheit (Abk.: Verg., Vrg.) ist die Menge aller zeitlich zurückliegenden Ereignisse. Dabei gibt es verschiedene Auffassungen in Abhängigkeit vom Sachgebiet, wie weit ein Ereignis zurückliegen muss, um von Vergangenheit zu sprechen. Gestern bezeichnet die nahe Vergangenheit, insbesondere den vergangenen Kalendertag.

## Grammatik
Vergangenheit in sprachwissenschaftlichem Kontext bezeichnet:
- die sprachliche Umsetzung – das Tempus – von Vergangenem
- die grammatische Vergangenheitsform

### Deutsche Grammatik
Die deutsche Grammatik kennt drei Zeitformen der Vergangenheit für ein Verb, wobei diese der Reihe nach von der nahen zur entfernten Vergangenheit „sortiert“ sind:
- Präteritum (unvollendete Vergangenheit, Nachvergangenheit, Imperfekt oder 1. Vergangenheit, in Österreich häufig „Mitvergangenheit“[2]): ich liebte
- Perfekt (vollendete Gegenwart, Vorgegenwart oder 2. Vergangenheit, in Österreich häufig „Vergangenheit“[2]): ich habe geliebt
- Plusquamperfekt (vollendete Vergangenheit, Vorvergangenheit oder 3. Vergangenheit): ich hatte geliebt

In einigen deutschsprachigen Regionen bzw. Dialekten wird jedoch fast ausschließlich das Perfekt verwendet, während andere Regionen hier stärker differenzieren.

### Englische Grammatik
Die englische Grammatik hingegen kennt sechs verschiedene Zeitformen der Vergangenheit, wobei allerdings drei von ihnen Verlaufsformen sind:
- Simple Past (entspricht weitgehend dem Präteritum und Perfekt, die im Deutschen keinen inhaltlichen Unterschied haben): I loved
- Past Progressive (Verlaufsform, hat im Hochdeutsch keine Entsprechung): I was loving
- Present Perfect Simple (Betonung auf das Ergebnis der Handlung, entspricht syntaktisch dem deutschen Perfekt, inhaltlich aber auch dem Präteritum): I have loved
- Present Perfect Progressive (Verlaufsform, hat im Hochdeutsch keine Entsprechung): I have been loving
- Past Perfect Simple (Vorvergangenheit, entspricht dem deutschen Plusquamperfekt): I had loved
- Past Perfect Progressive (Verlaufsform, hat im Hochdeutsch keine Entsprechung): I had been loving

### Spanische Grammatik
Die spanische Grammatik kennt fünf verschiedene Vergangenheitsformen im Indikativ und drei im Subjuntivo (siehe auch Romanische Sprachen), so sind es das:
- Pretérito perfecto de indicativo,[4] entspricht dem deutschen Perfekt und ist im Gebrauch mit dem frz. Passé composé, it. Passato prossimo und dem rum. Perfect compus identisch. Im Englischen wird es annähernd durch das Present perfect simple ausgedrückt.
- Pretérito indefinido de indicativo,[5] entspricht dem frz. Passé simple, dem it. Passato remoto und dem rum. Perfect simplu. Im Englischen wird es annähernd durch das Simple Past oder Past Tense wiedergegeben.
- Pretérito imperfecto de indicativo, identisch mit dem frz. Imparfait, dem it. Indicativo imperfetto und dem rum. Imperfect.
- Pretérito anterior de indicativo, ist mit dem frz. Passé antérieur und dem it. Trapassato remoto gleichzusetzen.
- Pretérito pluscuamperfecto de indicativo, identisch mit dem frz. Plus-que-parfait, dem it.  Trapassato prossimo und dem rum. Mai mult ca perfectul.
- Pretérito perfecto de subjuntivo, entspricht dem frz. Subjonctif passé composé.
- Pretérito imperfecto de subjuntivo, entspricht dem frz. Subjonctif imparfait.
- Pretérito pluscuamperfecto de subjuntivo, entspricht dem frz. Subjonctif plus-que-parfait.

## Physik

### Klassische Physik

Vergangenheit und Zukunft bezüglich des Koordinatenursprungs.

Der Zeitpfeil bestimmt die Richtung der Zeit von der Vergangenheit in die Zukunft. Die Vergangenheit besteht dabei aus der Menge aller Ereignisse, die kausal mit dem als Gegenwart bezeichneten Ereignis verbunden sind, diese also beeinflussen konnten.

### Relativitätstheorie
In Zusammenhang mit der Veränderung der Vorstellung des Begriffs der Zeit seit Einführung der speziellen Relativitätstheorie von Albert Einstein haben auch die Begriffe Vergangenheit, Gegenwart und Zukunft eine Umdeutung erfahren. Da zwei Ereignisse, die für einen Beobachter gleichzeitig stattfinden, für einen relativ dazu bewegten Beobachter unter Umständen nicht mehr gleichzeitig stattfinden, ersetzt der Begriff der „Raumartigkeit“ die „Gleichzeitigkeit“.
War die Vergangenheit früher ein Punkt auf einem fiktiven Zeitstrahl, so sieht die Physik sie nun als den Bereich in der Raumzeit, von dem der Beobachter in der Gegenwart Kenntnis erlangen kann.

## Philosophische Sichtweise

### Präsentismus
Gegenwart ist der Raum, in dem alle Prozesse ablaufen. Nur durch Aufzeichnung der ablaufenden Prozesse in der Gegenwart entsteht eine fiktive Vergangenheit. Die aufgezeichnete Vergangenheit gibt nur ungefähr den kausalen Verlauf der Prozesse wieder, eine hundertprozentige Aufzeichnung von Prozessen ist praktisch unmöglich. Als das einzige real Existente wird nach Platon lediglich die Gegenwart angesehen. Die Vergangenheit ist demnach ein nicht existentes theoretisches Gebilde, da für ihre Existenz weder Raum noch Materie zur Verfügung steht. Dieselbe Materie, die Bestandteil vergangener Ereignisse war, ist in der Gegenwart bereits Bestandteil neuer Ereignisse und kann deshalb der Vergangenheit keine Existenz mehr bieten. Genau genommen bezeichnet das Wort „Gegenwart“ auch nicht den Ablauf von Ereignissen, sondern es bezeichnet Raum bzw. Entität.
Der reflektierende Verstand lebt nach Meinung vieler Philosophen nur in der Vergangenheit. Um einen Gedanken hervorzubringen, bedürfe es ebenso einer gewissen Zeit und möge diese auch nur allzu kurz sein. Weiterhin müsse diese Idee zum Ausdruck gebracht werden, was wiederum eine gewisse Zeit dauert. Sobald ein Geschehen reflektiert wird, wäre es somit schon Vergangenheit. Damit lässt sich sagen, dass der denkende Geist nur in der Vergangenheit, in der Erinnerung lebt. Gegenwart kann man somit nur unmittelbar, also ohne die Abstraktion des Verstandes erfahren.

## Geschichte
Die Frage nach der Vergangenheit ist eine Frage, die viele Menschen bewegt. Wo kommen wir her? Wer waren unsere Verwandten? Wie hat sich unsere Gesellschaft entwickelt? Sie wird durch Wissenschaft und Religion auf unterschiedliche Weise beantwortet. Viele Religionen gehen von einer planmäßigen Erschaffung der Welt durch eine höhere Kraft aus. Die Naturwissenschaften dagegen gehen davon aus, dass die Welt durch Zusammenwirken von Zufall und Gesetzmäßigkeiten entstand.
Informationen über die nähere Vergangenheit erhalten wir durch die Geschichtsschreibung. George Orwell beschrieb in seinem berühmten Roman 1984, dass nach einem Umsturz die Geschichtsschreibung und damit die bekannte Vergangenheit geändert wird. Viele wollen nur nach vorn schauen und einige betrachten die Beschäftigung mit der Vergangenheit gar als reaktionär: „Vorwärts immer, rückwärts nimmer.“ Dagegen schrieb Heinrich Heine: „Der heutige Tag ist ein Resultat des gestrigen. Was dieser gewollt hat müssen wir erforschen, wenn wir zu wissen wünschen, was jener will.“
Je weiter die Vergangenheit zurückliegt, umso ungenauer werden unsere Kenntnisse darüber. Unsere Unwissenheit über die Vergangenheit unterscheidet sich nicht von unserer Unwissenheit gegenüber der Zukunft. Vergangene Ereignisse können nie direkt beobachtet werden und lassen sich theoretisch nur mit Wahrscheinlichkeiten beschreiben. Vergangene Ereignisse als Tatsachen anzusehen, ist eine gesellschaftliche Konvention. Verschiedene biologische oder physikalische Prozesse ermöglichen es, vergangene Ereignisse näherungsweise zu datieren.